# Banize (Taurion)

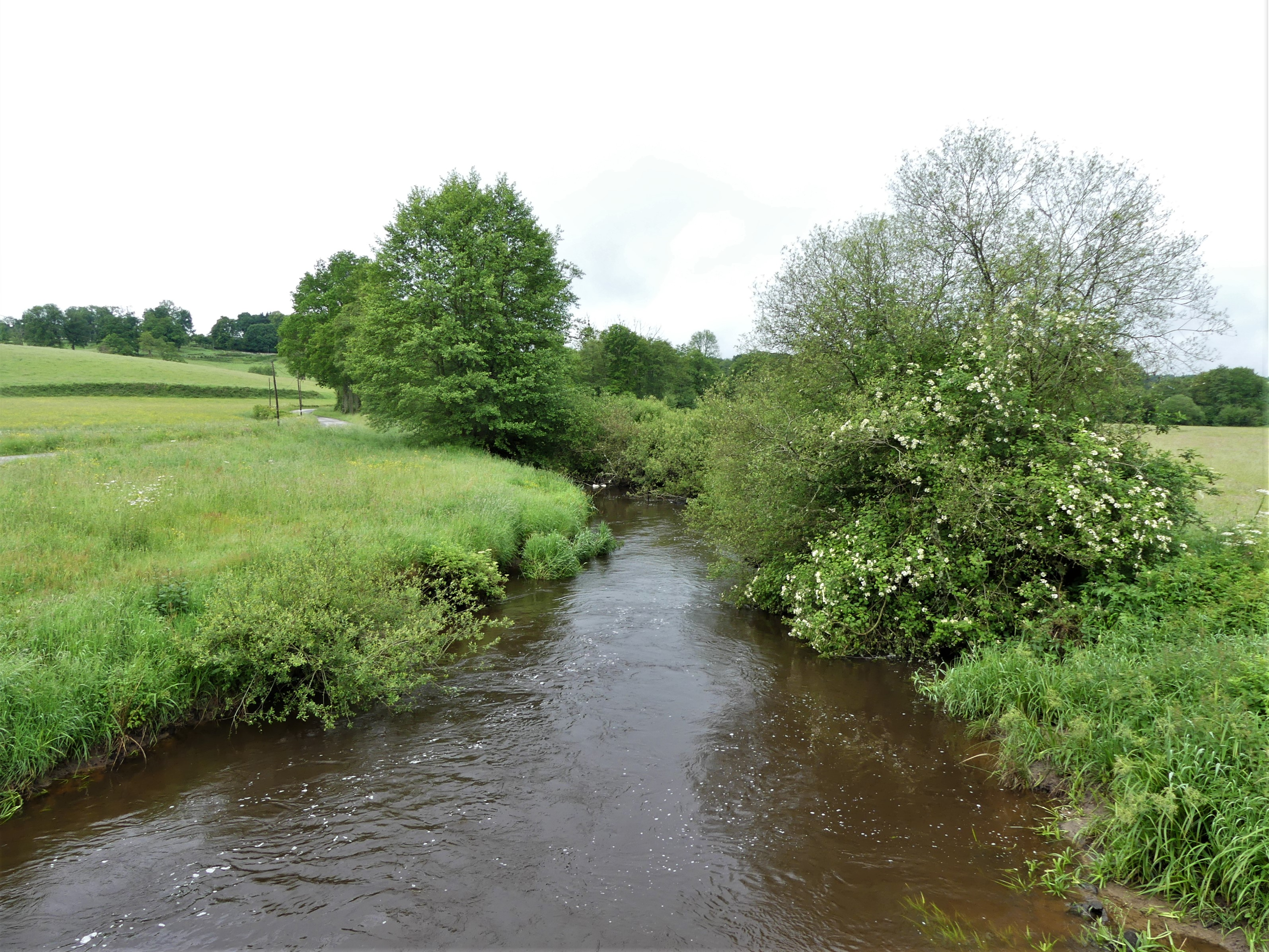
Banize (2018)

Die Banize ist ein Fluss in Frankreich, der im Département Creuse in der Region Nouvelle-Aquitaine verläuft. Sie entspringt im Regionalen Naturpark Millevaches en Limousin, im Gemeindegebiet von Gentioux-Pigerolles, entwässert in einem Bogen von Nordost über Nord nach Nordwest und mündet nach rund 21 Kilometern im Gemeindegebiet von Banize als rechter Nebenfluss in den Taurion.

## Orte am Fluss
(Reihenfolge in Fließrichtung)
- La Ribère, Gemeinde La Nouaille
- La Nouaille
- Banize, Gemeinde La Nouaille
- Vallière
- Banize